# Abbeville
För andra betydelser, se Abbeville (olika betydelser).

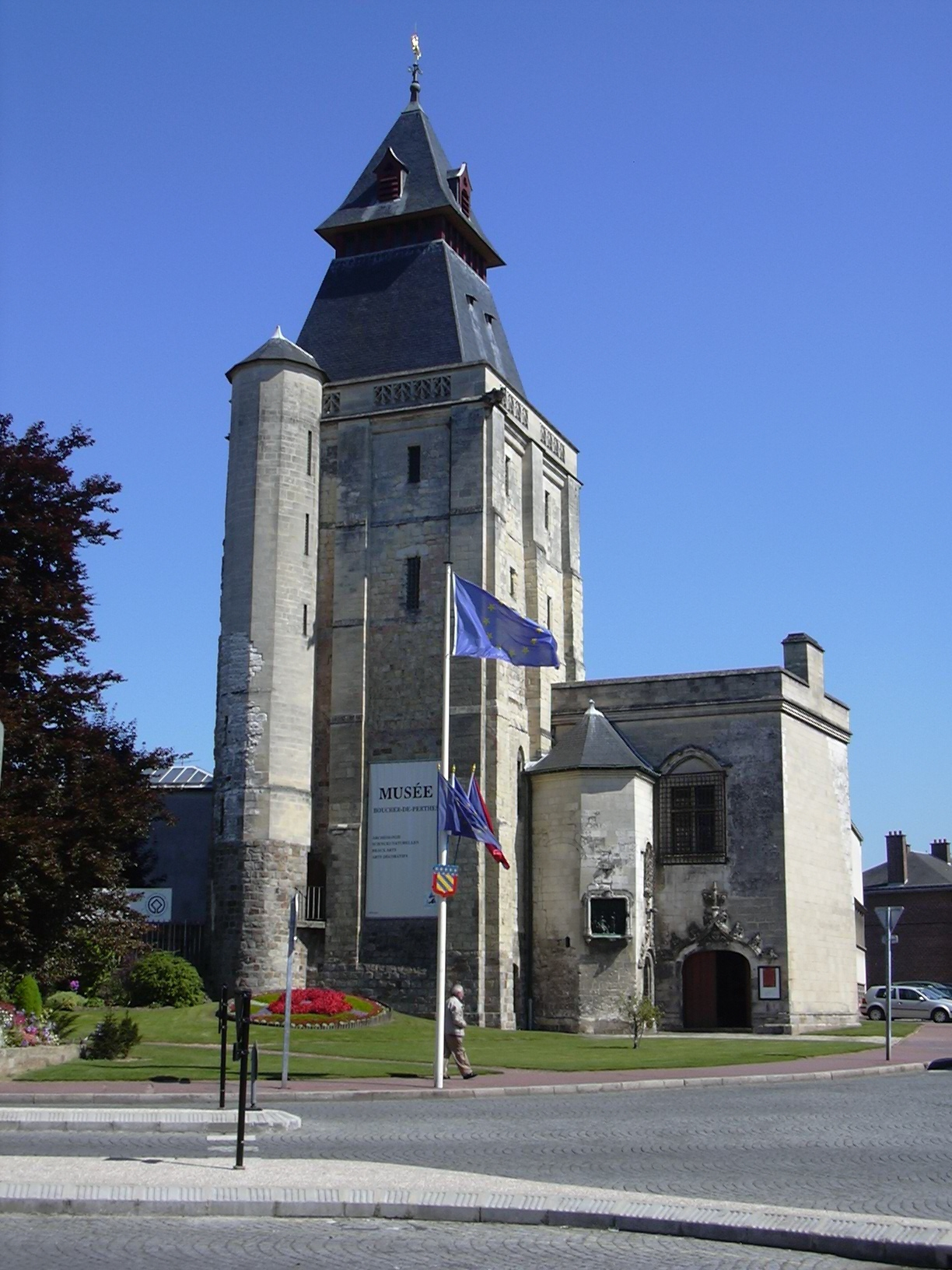
Abbevilles Beffroi.

Abbeville är en stad och kommun i regionen Hauts-de-France i norra Frankrike vid floden Somme. Staden är huvudorten i departementet Somme. Abbeville ligger 15 kilometer från floden Sommes mynning i Engelska kanalen och 45 kilometer från Amiens. År 2022 hade Abbeville 22 406 invånare.
Abbeville har bland annat textil-, livsmedels- och verkstadsindustri.

## Historia
Abbeville omnämns första gången på 800-talet då det tillhörde klosterkyrkan Saint-Riquier. Det utgjorde därefter den viktigaste staden i grevskapet Ponthieu och fick sina stadsrättigheter 1184.
Under medeltiden var Abbeville en betydande hamnstad men då Sommeviken slammade igen hamnade staden 12 kilometer från havet. Fram till 1867 var staden befäst med en stadsmur, som då revs.
Då tyska förband intog staden 20 maj 1940 tvingades de allierade att evakuera större delen av sin expeditionsstyrka vid Dunkerque i Operation Dynamo. Staden utsattes för förödande tyskt (men även allierat) bombardemang under andra världskriget.

## Befolkningsutveckling
Antalet invånare i kommunen Abbeville
| Referens: INSEE |